# Martin Valihora
Martin Valihora (* 4. května 1976 Bratislava, Slovensko) je slovenský bubeník a perkusista. Narodil se v hudební rodině. Jeho otec Dušan Valihora byl profesionální baskytarista a jeho matka Jana Beláková zpěvačka. Učil se hrát na klavír v letech 1986 - 1987, kdy přešel na bicí a začal chodit na lekce ke slovenskému bubeníkovi Oldovi Petrášovi. Vystudoval bicí a perkuse na konzervatoři v Bratislavě, v letech 1990 - 1992. Hrál ve slovenských popových, rockových a jazzových kapelách jako IMT Smile, Midi, Prúdy, Fermata, Kvartet Gaba Jonáša, Barflies, Deepnspace, Collegium Musicum a další. Momentálně pracuje s japonskou jazzovou klavíristkou Hiromi Uehara a hostuje s různými interprety v Americe.